# Muzeum Adama Mickiewicza w Stambule
Muzeum Adama Mickiewicza w Stambule – turecka placówka muzealna, mieszcząca się w domu w Stambule, w którym 26 listopada 1855 zmarł Adam Mickiewicz.
W 1955 roku, w stulecie śmierci wieszcza, otwarto tu ekspozycję. W podziemiach budynku urządzono symboliczną kryptę poety, z krzyżem i płytą nagrobną z napisem: Miejsce czasowego spoczynku Adama Mickiewicza, 26 listopada - 30 grudnia 1855 roku.
Od 2005 w salach muzeum znajduje się ekspozycja przygotowana przez Muzeum Literatury im. Adama Mickiewicza w Warszawie. 
Muzeum Adama Mickiewicza jest oddziałem Muzeum Sztuki Tureckiej i Islamskiej w Stambule.

## Oficjalny adres
- Serdar Ömer Caddesi, Tatlı Badem Sokak nr 23, Beyoğlu